# Sindicat d'Arquitectes de Catalunya

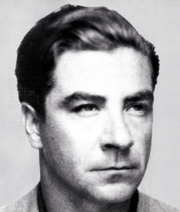
Josep Torres i Clavé, director del Sindicat d'Arquitectes de Catalunya

El Sindicat d'Arquitectes de Catalunya, també conegut per les sigles SAC, va ser una organització sorgida el 1936, a l'inici de la Guerra Civil Espanyola, en substitució del Col·legi d'Arquitectes de Catalunya. Va ser creat per iniciativa d'alguns milicians de la Confederació Nacional del Treball i la Unió General de Treballadors i de diversos arquitectes vinculats al GATCPAC (Grup d'Arquitectes i Tècnics Catalans per al Progrés de l'Arquitectura Contemporània). Amb seu a Barcelona, el seu objectiu era la col·lectivització del ram de la construcció i l'impuls de la municipalització de la propietat urbana. Va ser elegit secretari general Josep Torres i Clavé, arquitecte i soci director del GATCPAC. Va desaparèixer el 1939, al final de la contesa, data en què va ser substituït de nou pel Col·legi d'Arquitectes.

## Història
A l'inici al juliol de 1936 de la Guerra Civil, a Catalunya va ser rebutjat l'aixecament militar i es va iniciar un procés revolucionari mitjançant el qual gran part de les empreses i serveis van ser col·lectivitzats per sindicats com la CNT i la UGT. Diversos membres del GATCPAC es van sumar a les iniciatives revolucionàries de col·lectivització de les activitats constructores i municipalització del sòl i l'habitatge, i van impulsar la substitució del Col·legi d'Arquitectes pel Sindicat d'Arquitectes de Catalunya (SAC), que va ser formalitzat el 8 d'agost de 1936.
La tasca arquitectònica i constructiva va quedar col·lectivitzada i es van repartir els treballs entre els membres del sindicat. Es va municipalitzar la propietat urbana i es va projectar un pla d'obres per a la defensa, especialment quant a la construcció de refugis antiaeris. Es va intervenir també l'Escola Tècnica Superior d'Arquitectura de Barcelona, de la qual va ser també nomenat director Torres Clavé, amb un projecte centrat en la renovació del pla d'estudis.
En el nou sindicat, els arquitectes van ser considerats uns treballadors més del ram de la construcció, encara que amb categoria de tècnics. Era el sindicat el que repartia les tasques de construcció d'acord amb criteris racionals, democràtics i de qualitat tècnica. Entre les iniciatives del col·lectiu destaca un pla de construcció d'escoles en col·laboració amb el Consell de l'Escola Nova Unificada (CENU), que va comportar, a més de construccions de nova planta, la transformació d'esglésies i convents en escoles. També va impulsar la creació d'habitatge obrer, hospitals i serveis bàsics per a fàbriques i centres comunitaris com a vestuaris, dutxes i lavabos, cuines i menjadors. També va intervenir en projectes de defensa i construcció de refugis antiaeris.